# Мачедонце
Мачедонце (серб. Маћедонце) — населённый пункт в общине Медведжя Ябланичского округа Республики Сербии.

## Население
Согласно переписи населения 2002 года, в селе проживало 236 человек (232 серба, 1 черногорец и 3 лица неизвестной национальности).
| Численность населения | Численность населения | Численность населения | Численность населения | Численность населения | Численность населения | Численность населения | Численность населения |
| 1948                  | 1953                  | 1961                  | 1971                  | 1981                  | 1991                  | 2002                  | 2011                  |
| --------------------- | --------------------- | --------------------- | --------------------- | --------------------- | --------------------- | --------------------- | --------------------- |
| 705                   | 757                   | 681                   | 498                   | 373                   | 337                   | 236                   | 177                   |

## Религия
Согласно церковно-административному делению Сербской православной церкви, село относится к Сияриньскобаньскому приходу Ябланичского архиерейского наместничества Нишской епархии. В селе расположен храм Святого Архангела Гавриила.